# Santiago Morero
Santiago Eduardo Morero (Murphy, Santa Fe, 18 de abril de 1982) es un futbolista argentino. Juega de defensa y su actual club es Nocerina 1910 de la Serie D de Italia.

## Biografía
Defensor lateral o volante lateral. Hizo divisiones inferiores en Rosario Central. Morero luego pasó a Douglas Haig de Pergamino. Debutó en el 2003 en ese mismo club, jugando el Torneo Argentino A. Tigre -por expreso pedido del DT de ese entonces, Ricardo Caruso Lombardi- se interesó por él y lo compró en el 2005. Construyó luego una extensa carrera en el fútbol italiano, pasando por Chievo Verona (en Serie A), Cesena, Siena, Grosseto, Alessandria, Juve Stabia, Avellino y  Nocerina (todos estos en categorías de ascenso).

## Clubes
| Club           | País      | Año       |
| -------------- | --------- | --------- |
| Douglas Haig   | Argentina | 2003-2005 |
| Tigre          | Argentina | 2005-2008 |
| Chievo         | Italia    | 2008-2012 |
| Cesena         | Italia    | 2012-2013 |
| Siena          | Italia    | 2013-2014 |
| Grosseto       | Italia    | 2014      |
| US Alessandria | Italia    | 2015-2016 |
| Juve Stabia    | Italia    | 2016-2017 |
| Avellino       | Italia    | 2018-2020 |
| Nocerina       | Italia    | 2020-Act. |

## Títulos
| Título                       | Equipo | País      | Año  |
| ---------------------------- | ------ | --------- | ---- |
| Torneo Reducido (B nacional) | Tigre  | Argentina | 2007 |